# 1790 en France
Chronologie de la France
- 1786
- 1787
- 1788
- 1789
- 1790
- 1791
- 1792
- 1793
- 1794

Cette page concerne l'année 1790 du calendrier grégorien.

## Événements

### Janvier
- 15 janvier :

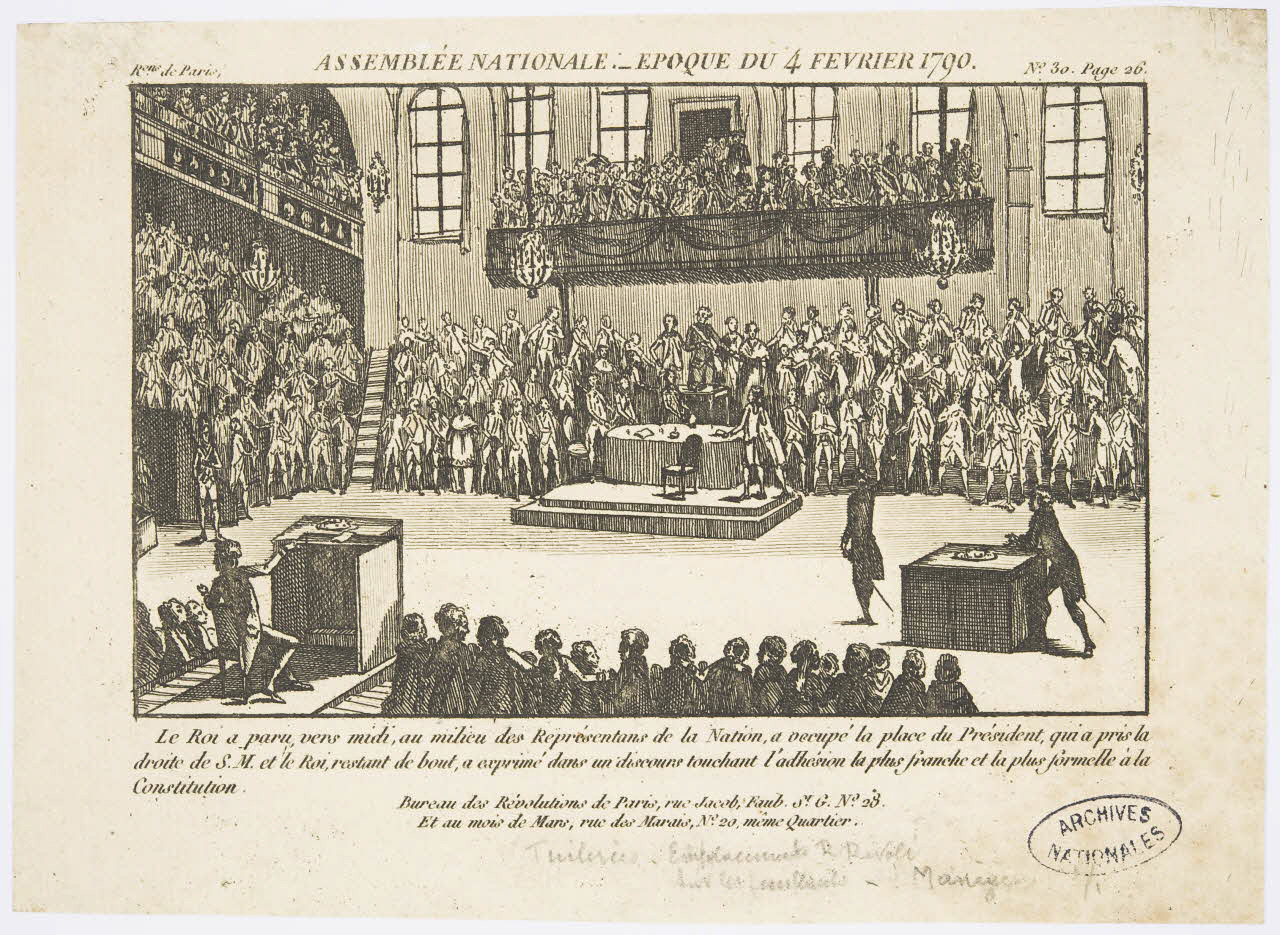
Assemblée nationale, 4 février 1790 - Archives Nationales.

  - création des départements français (par un décret du 22 décembre 1789) de l'Assemblée constituante qui en définit la carte et en fixe le nombre à 83[1].
  - marche sur Sarlat, expédition victorieuse de plusieurs milliers de paysans de quinze paroisses au nord de la ville pour obtenir la libération de trois des leurs. Des soulèvements paysans éclatent en Bretagne et dans le Sud-Ouest. Parti du Périgord, du Quercy, et du Limousin, le mouvement anti-féodal gagne l'Agenais, le Rouergue, l'Albigeois et la Haute Auvergne ; près de 120 châteaux sont pris d'assaut par les émeutiers qui brûlent les archives[2].
- 21 janvier : 
  - décret qui abolit la confiscation des biens des condamnés et déclare que les délits et les crimes sont personnels et que les condamnations infamantes quelconques n'impriment aucune flétrissure à sa famille[3].
  - l'Assemblée  nationale décrète la décapitation comme seul mode d'exécution des peines capitales, sur proposition du docteur Guillotin[4].
- 28 janvier : les Juifs séfarades obtiennent leurs droits de citoyens actifs[5].
- Élections municipales en janvier et février, tenues au suffrage censitaire[6]. 63 % des citoyens actifs participent. Certaines municipalités aménagent la loi électorale.

### Février

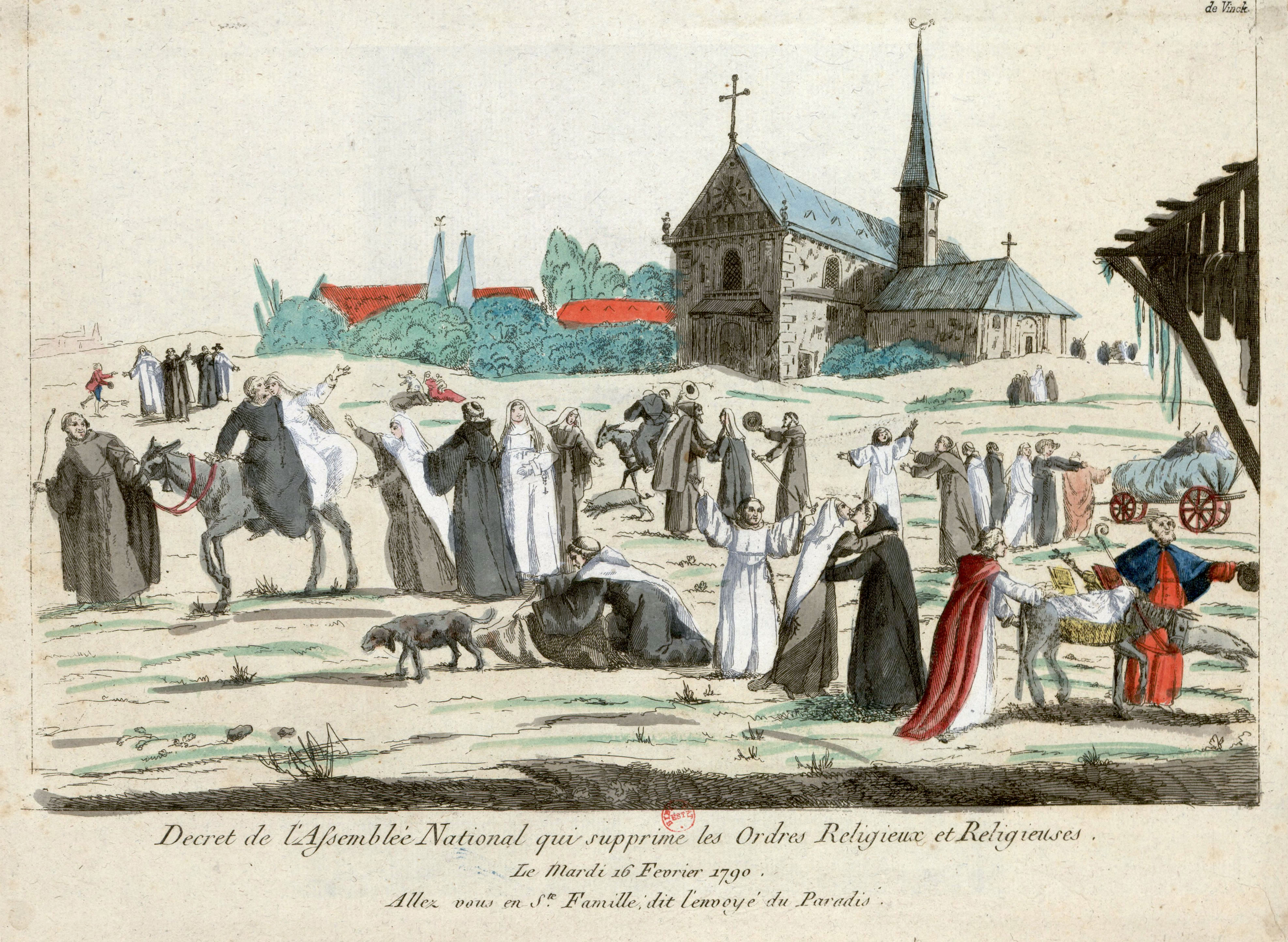
Décret de l'Assemblée National qui supprime les ordres religieux et religieuses. Caricature contemporaine. Les moines et les nonnes jouissent de leur nouvelle liberté.

- 13 février - 19 février : l'Assemblée constituante décide l'abolition des vœux monastiques et la suppression des ordres et congrégations régulières autres que d'éducation publique et de charité[7].
- 19 février : exécution par pendaison du marquis de Favras, accusé d’être impliqué dans un complot pour assassiner La Fayette et Bailly et organiser la fuite du roi[1].
- 20 février : troubles à Marseille, à Bordeaux et à Béziers[3].
- 26 février : décrets instituant les 83 départements en vertu de la loi du 15 février[8].
- 28 février : décret sur l'organisation nouvelle de l'armée, accepté le 21 mars et promulgué le 28 avril. Les grades militaires ne sont plus réservés aux nobles[9].

### Mars
- 4 mars : promulgation de la loi relative à la division de la France en départements[10].
- 8 mars : Barnave, porte-parole des colons de Saint-Domingue, fait admettre le maintien de l'esclavage dans les colonies[11].
- 10 mars : Mirabeau devient conseiller secret du roi Louis XVI contre des subventions. Il lui propose un plan pour se maintenir sur le trône et en finir avec la Révolution[12].
- 13-21 mars : discussion sur le projet de suppression de la gabelle à l'Assemblée[13].

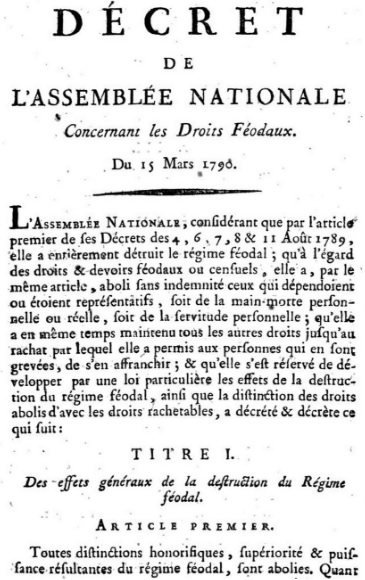
Décret du 15 mars 1790

- 15 mars : décret abolissant le servage et les droits féodaux usurpés[1].
- 15-28 mars : loi sur l'héritage des enfants pour la suppression du droit d'aînesse[14].
- 16 mars : suppression des lettres de cachet[3].
- 17 mars : décret ordonnant la vente de quatre cents millions de biens ecclésiastiques[3].
- 21 mars : suppression de la gabelle, du quart bouillon et autres droits relatifs à la vente des sels, à compter du 1er avril[13].
- 29 mars : devant un consistoire, le pape condamne secrètement le texte de la Déclaration des droits de l'homme et du citoyen[15].

### Avril
- 9 avril : décret déclarant les dettes du clergé dettes nationales pour consolider le cours de l'assignat[3].
- 14 avril : 
  - décret pour la prise en charge par l’État les dépenses du culte catholique[1].
  - institution d’une municipalité à Avignon à la suite de l’abolition du consulat sous la pression de la population, le 22 février, et l’élection d’une municipalité le 25 mars. La commune vote le 27 avril la suppression de l’estrapade et de l’Inquisition. La garde nationale, créée en août 1789 à la suite de la Grande Peur est dédoublée en 14 compagnies à la suite du complot contre-révolutionnaire du 10 juin 1790[16].
- 16 avril : première émission d'assignats pour une valeur de 400 millions de livres.
- 27 avril : fondation du Club des Cordeliers par Danton, Camille Desmoulins, Fabre d'Églantine, Marat, Hébert, Roux, Chaumette, Ronsin, Chabot[1].
- 29 avril : décret pour assurer la libre circulation des grains[1].
- 30 avril : institution des tribunaux de jurés[3].

### Mai
- 5 mai : au cours d’une assemblée générale, les maîtres-ouvriers en soie de Lyon prennent une « délibération » pour la réforme des institutions de leur profession et mettent provisoirement en vigueur un tribunal des arts et métiers chargé de régler leurs litiges, qui fonctionne jusqu’au 30 mars 1791. Il inspire une suite de réformes qui débouche sur la création des conseils de prud’hommes en 1806[17].
- 8 mai : décret portant établissement de l'uniformité des poids et mesures[1].
- 10 mai : troubles à Montauban[3]. Les royalistes affrontent la garde civique.
- 12 mai : fondation par la Fayette et Bailly de la société dite de 1789 (plus tard club des Feuillants)[3].
- 14 mai : décret sur l'aliénation des biens nationaux[1].
- 21 mai : deuxième commune de Paris : Paris est divisé en 48 sections, remplaçant les 60 anciens districts.
- 22 mai : décret de Déclaration de paix au monde[3]. La Constituante répudie le droit de conquête.

### Juin
- 3 juin : insurrection des mulâtres à la Martinique[3].
- 9-10 juin : décret qui fixe la liste civile du roi à 25 millions, et assigne à la reine un douaire de 4 millions[3].
- 10 juin : échec d’un complot contre-révolutionnaire à Avignon[16].
- 12 juin : les élus d'Avignon demandent au vice-légat, représentant du pape, de quitter la ville, puis procèdent à l'élection d'ecclésiastiques et décident de s'unir au royaume de France[16]. Du 17 juin au 27 août, l’Assemblée débat de la réunion d’Avignon mais ne se prononce pas[18].
- 19 juin : décret de l'Assemblée nationale qui abolit le titre de noblesse, prince, duc, comte, marquis et autre semblables. De plus, « personne ne pourra faire porter des livrées à ses serviteurs, ni avoir des armoiries.»[19].
- 27 juin : création à Paris du Club typographique et philanthropique par les ouvriers imprimeurs ; il rassemble plus de 1 200 adhérents à son apogée[20].

### Juillet

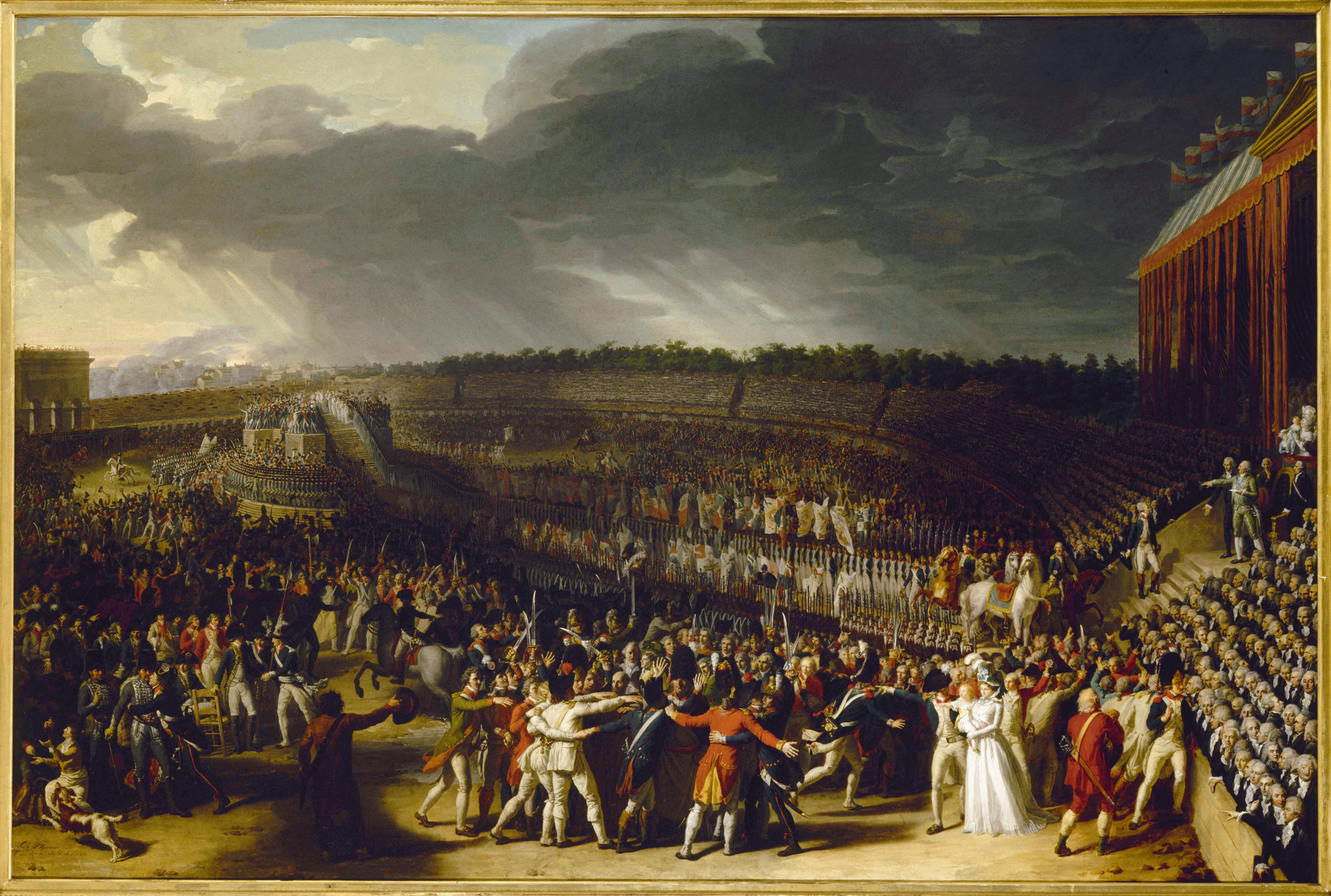
14 juillet : Fête de la Fédération, toile de Charles Thévenin (musée Carnavalet)

- 3 juillet : entrevue secrète de Mirabeau avec la reine, à Saint-Cloud[12].
- 12 juillet : vote de la constitution civile du clergé[21].
- 14 juillet : fête de la Fédération à Paris et en province[22].
- 22 juillet : la constitution civile du clergé est sanctionnée par le roi Louis XVI[23].

### Août
- Bonne récolte. Après une soudure particulièrement difficile, le prix des céréales reprend un cours normal[24].
- Loi des 16 et 24 août 1790 : instauration des justices de paix[1].
- 26 août : l’Assemblée dénonce le Pacte de famille et ne maintient que les alliances défensives et commerciales avec l’Espagne[25].

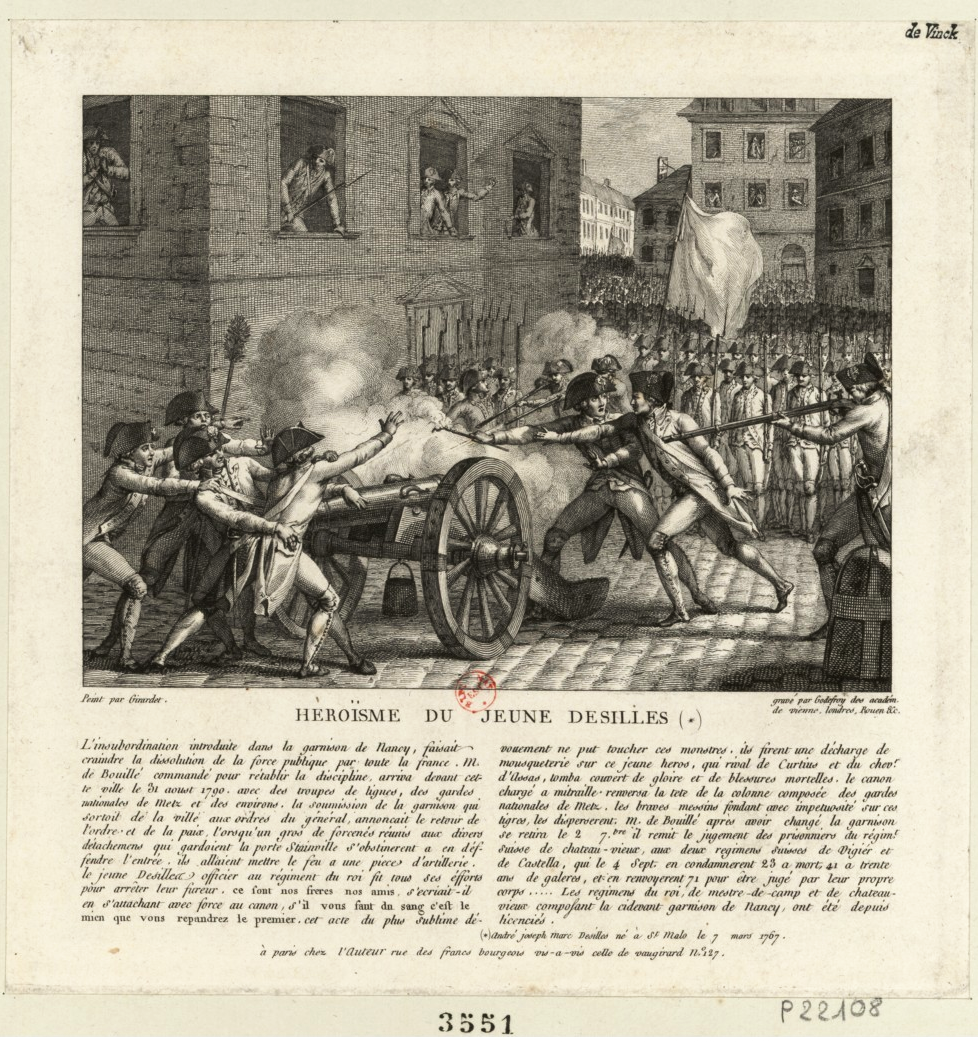
Heroïsme du jeune Desilles. L'insubordination dans la garnison de Nancy, faisait craindre la dissolution de la force publique par toute la France. M. de Bouillé commandé pour rétablir la discipline, arriva devant cette ville le 31 aoust 1790... Le jeune André Joseph Marc Desilles s'interpose entre les deux forces armées.. Abraham Girardet, François Godefroy. Paris, 1791.

- 31 août : affaire de Nancy[3].

### Septembre
- 4 septembre : démission de Jacques Necker[3].
- 6 septembre : décret fixant la suppression des Parlements et des cours de justice au 30 septembre[3].
- 29 septembre : décret portant émission de 800 millions d'assignats. Troubles dans le midi de la France[3].
- Septembre : Le Père Duchesne, journal de Hébert[26].

### Octobre
- 5 octobre : début de la discussion à l'Assemblée sur le système des impositions : Claude-Pierre de Delay d'Agier, député de la noblesse de la province du Dauphiné fait un discours « Sur le projet de décret du Comité de l'imposition sur la contribution foncière »[27].
- 11 octobre : dans le cadre de la discussion à l'Assemblée sur le système des impositions : Delay d'Agier fait un discours « Sur la définition du revenu net imposable d'une propriété foncière »[27].

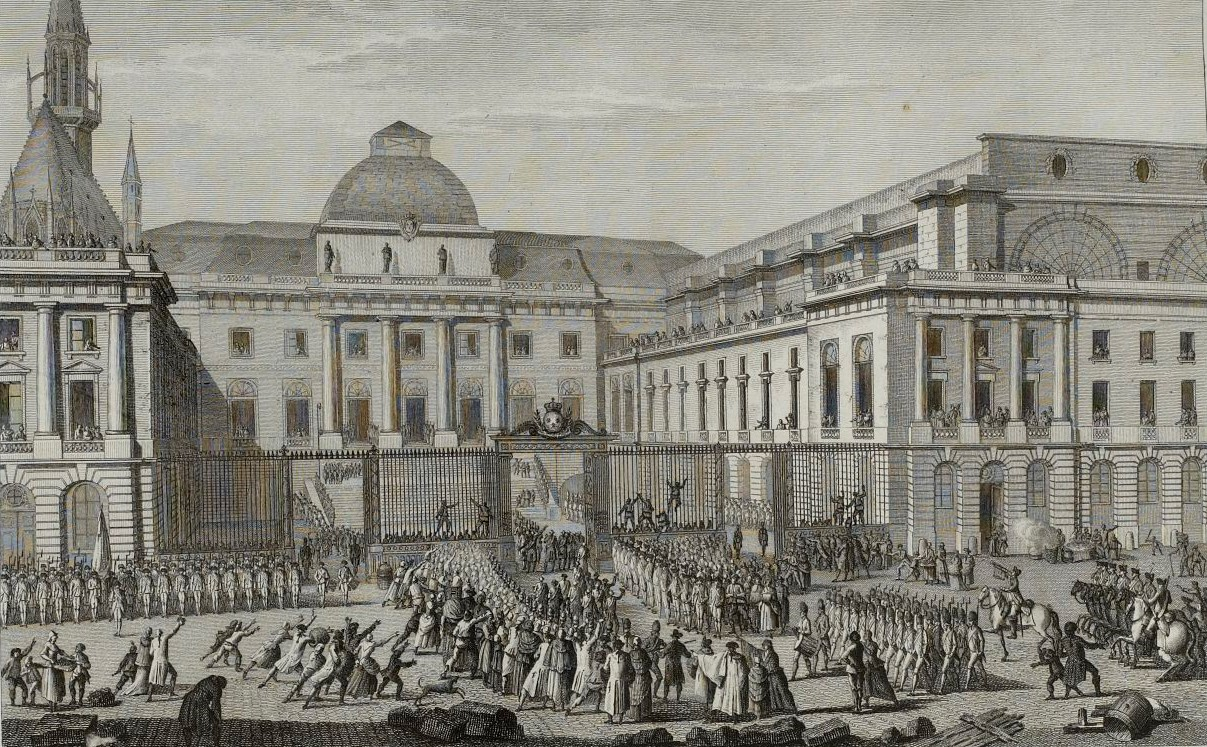
Le maire Bailly au Parlement de Paris, d'après Jean-Louis Prieur, (musée de la Révolution française).

- 15 octobre : à la suite du décret du 7 septembre, le Parlement de Paris doit cesser ses fonctions. Les officiers municipaux apposent les scellés sur ses archives, qui seront transportées aux archives de France[28].
- 21 et 22 octobre : décrets de l'Assemblée Constituante  adoptant le pavillon tricolore pour la marine, à l'origine du drapeau national[29].
- 26 octobre : De Barentin, de la Luzerne et de la Tour du Pin quittent le ministère. Duportail est nommé à la guerre, Fleurieu à la marine, et Duport-Dutertre à la justice[3].
- 28 octobre : discours de Merlin de Douai sur le droit des peuples à disposer d'eux-mêmes à l’occasion de la remise de son rapport au nom du Comité de féodalité, chargé d'examiner les griefs des princes possessionnés d'Alsace pour la perte de leurs droits féodaux. La Constituante décide que les Alsaciens sont Français en vertu de ce principe mentionné pour la première fois dans le droit international[30]. L'Assemblée prie le roi de négocier avec les princes allemands l'attribution d'une indemnité en échange d'une renonciation à leurs droits[31].
- 29 octobre : soulèvement des mulâtres à Saint-Domingue[3].
- 31 octobre : suppression des douanes intérieures et des droits de traite[1].

### Novembre

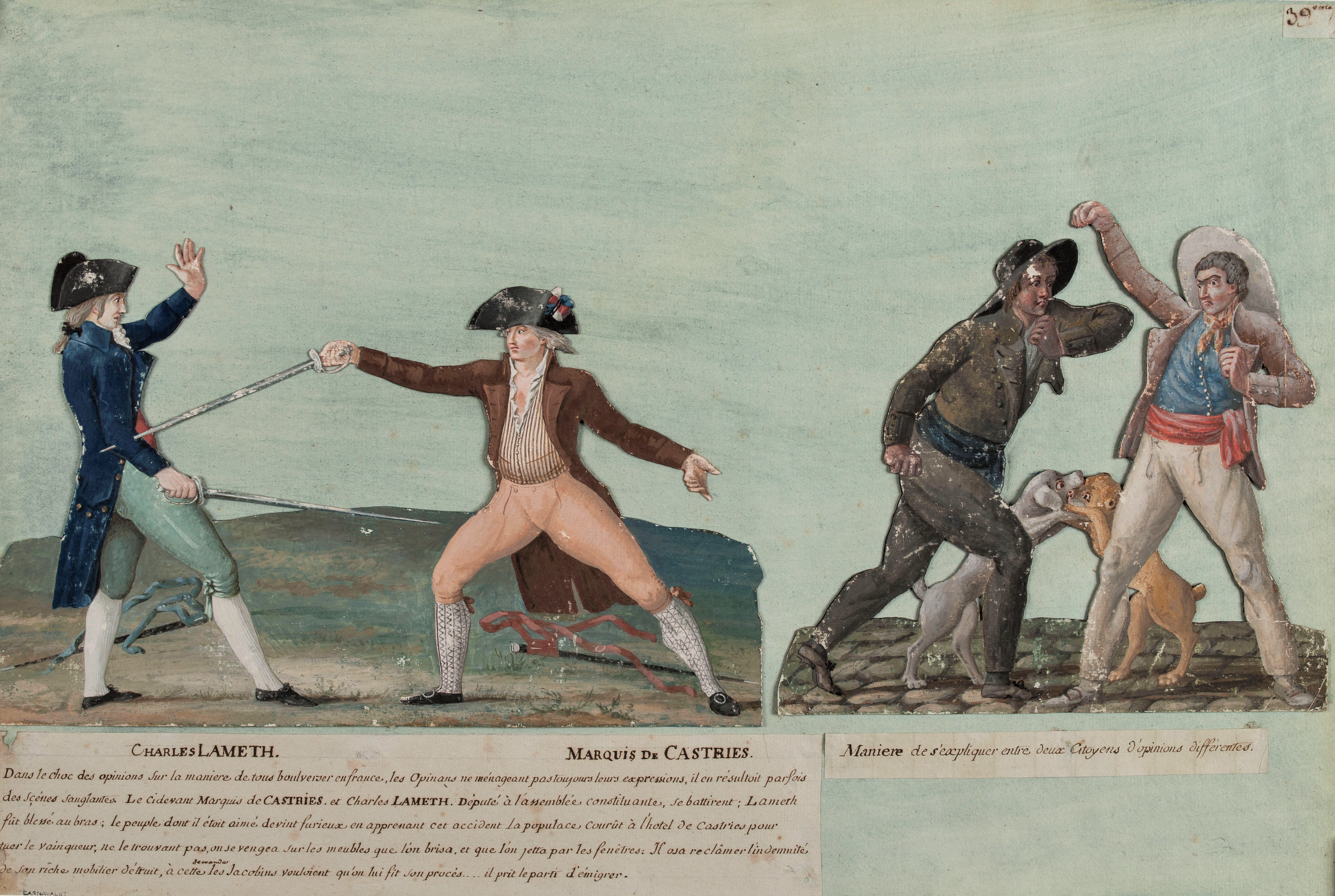
12 novembre : duel de Charles Lameth et du marquis de Castries. Gouache de Jean-Baptiste Lesueur.

- 13 novembre : l'Hôtel de Castries est saccagé par la foule à la suite du duel entre le duc Armand de Castries et le comte Charles de Lameth [1].
- 14 novembre : insurrection à l'Île de France[3].
- 21 novembre : Duport-Dutertre, ministre de la justice[32].
- 27 novembre : décret donnant obligation aux ecclésiastiques de prêter serment de fidélité à la Nation, à la loi, au roi, donc à la Constitution civile du clergé. Le serment rendu obligatoire déchire l'Église de France en deux clergés rivaux[1].

### Décembre
- 4 décembre : Lessart est nommé contrôleur général des finances[33].
- 6 décembre : le roi accepte la constitution civile du clergé[3].
- 11-14 décembre : émeutes à Aix-en-Provence. Pendaison de Pascalis, La Roquette et Guiramand sur le cours Mirabeau[34].
- 14 décembre :
  - à la suite des plaintes des princes possessionnés d'Alsace devant la diète, l'empereur Léopold écrit au roi de France pour lui demander l'abrogation de toutes les lois contraires aux traités. Louis XVI répond, le 22 janvier 1791, que l'affaire pour laquelle les princes possessionnés en Alsace et en Lorraine s'étaient adressés aux chefs de l'Empire, est entièrement étrangère à ce corps, et ne concernait ces princes qu'en leur qualité de vassaux de la France ; la féodalité ayant été abolie dans tout le royaume, ils devaient se tenir pour satisfaits en recevant une indemnité déterminée à l'amiable[31].
  - début de l'Expédition du Solide[35].
- 31 décembre : substitution du travail à la journée au travail à la tâche à la manufacture des Gobelins : les ouvriers obtiennent un salaire fixe hebdomadaire[36].